# Красноліси
Краснолі́си — село в Україні, у Сквирській міській громаді Білоцерківського району Київської області. Населення становить 533 осіб.
Рішенням Київської обласної ради від 27 березня 2014 року Краснолісівська сільська рада перейменована на Красноліську.

## Географія
На північно-західній стороні від села бере початок річка Холоп, права притока Субоді.

## Населення

### Мова
Розподіл населення за рідною мовою за даними перепису 2001 року:
| Мова            | Кількість | Відсоток |
| --------------- | --------- | -------- |
| українська      | 507       | 95.12%   |
| румунська       | 13        | 2.44%    |
| російська       | 11        | 2.06%    |
| білоруська      | 1         | 0.19%    |
| інші/не вказали | 1         | 0.19%    |
| Усього          | 533       | 100%     |